# فرانك آدامز (فنان)
فرانك آدامز (بالإنجليزية: Frank Adams)‏ هو فنان أمريكي، ولد في 1914، وتوفي في 1987.